# Peter Freyberger
Peter Freyberger (* 8. November 1922 in Gleisdorf; † 21. Juni 2009) war ein österreichischer Facharzt für Zahn-, Mund- und Kieferheilkunde und Universitätsprofessor an der Karl-Franzens-Universität Graz.

## Forensische Zahnmedizin
Auf den Österreichischen Kongressen in Graz im Jahre 1994 hielt Freyberger einen viel beachteten Vortrag zur Forensische Zahnmedizin „Graz – Wiege der österreichischen zahnärztlichen Forensik“, in dem er sich mit den berufsrechtlichen und zahnärztlichen Standesfragen eingehend auseinandersetzte und die Problematik bei der Identifikation unbekannter Leichen anhand der erhebbaren postmortalen Gebissbefunde aufzeigte.

## Ehrungen
- Goldenes Ehrenzeichen für Verdienste um die Republik Österreich
- Großes Ehrenzeichen des Landes Steiermark
- 1995: Bürger der Stadt Graz[3][4]

## Familiäres
Peter Freyberger war mehr als 60 Jahre mit Gattin Katharina verheiratet.